# Garden Open 2017
El torneo Garden Open 2017 es un torneo profesional de tenis. Pertenece al ATP Challenger Series 2017. Se disputará su 9.ª edición sobre superficie tierra batida, en Roma, Italia entre el 8 al 13 de mayo de 2017.

## Jugadores participantes del cuadro de individuales
| Favorito | País                       | Jugador             | Rank1 | Posición en el torneo |
| -------- | -------------------------- | ------------------- | ----- | --------------------- |
| 1        | Bandera de República Checa | Jiří Veselý         | 59    |                       |
| 2        | Bandera de Argentina       | Nicolás Kicker      | 93    |                       |
| 3        | Bandera de República Checa | Adam Pavlásek       | 106   |                       |
| 4        | Bandera de Portugal        | Gastão Elias        | 107   |                       |
| 5        | Bandera de Eslovaquia      | Andrej Martin       | 114   |                       |
| 6        | Bandera de Alemania        | Maximilian Marterer | 128   |                       |
| 7        | Bandera de Alemania        | Tobias Kamke        | 140   |                       |
| 8        | Bandera de Kazajistán      | Alexander Bublik    | 145   |                       |

- 1 Se ha tomado en cuenta el ranking del  de mayo de 2017.

### Otros participantes
Los siguientes jugadores recibieron una invitación (wild card), por lo tanto ingresan directamente al cuadro principal (WC):
- Riccardo Bellotti
- Matteo Donati
- Gianluigi Quinzi
- Stefanos Tsitsipas

Los siguientes jugadores ingresan al cuadro principal tras disputar el cuadro clasificatorio (Q):
- Yannick Maden
- Oscar Otte
- Maciej Rajski
- Wu Di

## Campeones

### Individual Masculino
- derrotó en la final a  ,

### Dobles Masculino
- /   derrotaron en la final a   /  ,